# Sheep Dipping
Sheep Dipping ist die formale und in der Regel vorübergehende Überführung von militärischer Ausrüstung oder Personal in nichtmilitärischen Besitz. Dies geschieht meist zum Zweck des Einsatzes in verdeckten Operationen, unter anderem zur Umgehung der Konsequenzen einer militärischen Konfrontation. Das primäre Ziel dieser Strategie ist die Vortäuschung von Nichtbeteiligung, indem sich das Personal offiziell abspaltet und scheinbar unabhängig oder sogar als Teil einer konfliktbeteiligten dritten Gruppe arbeitet. Mitglieder der Armee werden von Geheimdiensten offiziell vom Dienst freigestellt, während verdeckt weiterhin koordinierte Einsätze durchgeführt werden. Die Einsätze können internationales Recht überschreiten. Die Personen genießen meist weiterhin Beförderungen und dienstliche Vorteile.

## Etymologie
Der Begriff „sheep Dipping“ stammt aus der Agrarindustrie. Hier wurden früher Schafe in Insektizide getaucht, um sie vor Parasiten zu schützen. Im übertragenen Sinne bedeutet es, etwas von seiner ursprünglichen Natur zu reinigen oder zu verschleiern, so dass es harmlos oder gewöhnlich erscheint. Im militärischen Kontext geht es darum, die eigene militärische Natur der Person bzw. des Einsatzes hinter einer Schutzschicht aus ziviler oder anderer nicht-militärischer Beschäftigung zu verbergen.

## Geschichte
Dieser Begriff, der ursprünglich die heimliche Versetzung von Militärpersonal in Spionage- und Geheimdienste bezeichnete, offenbart einen tiefgreifenden Aspekt der Militärstrategie, der die Ergebnisse von Konflikten und internationalen Beziehungen im Laufe der Geschichte und Gegenwart prägt.
Beispiele sind der Koreakrieg, in dem die Vereinigten Staaten und die Sowjetunion derartige Operationen ausführten, die Invasion in der Schweinebucht in Kuba, der Vietnamkrieg und der Krieg in Afghanistan (1979–1989).